# كنيسة سيدة جبل الكرمل (الداخلة)
كاتدرائية سيدة جبل الكرمل (بالإسبانيَّة: Iglesia de Nuestra Señora del Carmen؛ بالفرنسيَّة: Eglise de Notre Dame du Mont-Carmel) وتُعرف أيضًا باسم الكنيسة الداخلة، هو الاسم الذي يطلق على المبنى الديني التابع للكنيسة الكاثوليكية والتي تقع في مدينة الداخلة، (والتي دعيت قبل عام 1975 باسم فيلا سيسنيروس) وتقع المدينة في إقليم الصحراء الغربية، وهي منطقة محل نزاع بين المغرب والجمهورية العربية الصحراوية الديمقراطية.
تتبع الكنيسة التقليد الطقسي اللاتيني وهي جزء من المحافظة الرسوليَّة للصحراء الغربية (باللاتينيَّة: Praefectura Apostolica de Sahara Occidentali) والتي تم إنشاؤها في عام 1954 من قبل البابا بيوس الثاني عشر تحت اسم المحافظة الرسوليّة في الصحراء الإسبانية، لأنها كانت تضم الأراضي التي كانت تابعة آنذاك لحكم إسبانيا.
يعمل على الكنيسة مجموعة صغيرة من الكهنة والذين يتناوبون المسؤوليات في تحضير الطقوس الدينيَّة في الكنيسة، وتخدم الكنيسة المجتمع المسيحي الصغير المقيم في البلاد إلى جانب كاتدرائية القديس فرنسيس الأسيزي بالعيون).